# Riphug
| Tibetische Bezeichnung                              |
| --------------------------------------------------- |
| Wylie-Transliteration: ri phug dgon; zha lu ri phug |
| Chinesische Bezeichnung                             |
| Traditionell: 日布寺                                |
| Vereinfacht: 日布寺                                 |
| Pinyin:Rìbù Sì                                      |

Das Kloster Riphug bzw. die Einsiedelei Shalu Riphug der Shalu-Tradition des tibetischen Buddhismus befindet sich in Shigatse, Tibet, unweit von Shalu. Das Kloster wurde im Jahr 1314 von Butön Rinchen Drub, dem 11. Abt des Klosters Shalu, gegründet. In ihm befindet sich ein Stupa namens Tongdrol Chenmo, die Butön 1359 ursprünglich zu Ehren seiner verstorbenen Mutter errichten ließ.